# Juan Rodrigo
Juan Rodrigo es un político argentino retirado. Fue diputado nacional por Santiago del Estero entre 1985 y 1989 y vicegobernador de esa provincia entre 1996 y 1998.

## Reseña biográfica
Juan Rodrigo comenzó a trabajar siendo empleado del poder judicial de la provincia. Fue presidente del Círculo Católico de Obreros y autoridad de la Acción Católica en Santiago del Estero. Militante del Partido Justicialista, fue seguidor del proyecto político del caudillo peronista santiagueño Carlos Juárez. Se postuló como diputado nacional en las elecciones legislativas de 1985, y obtuvo la banca con el 46% de los votos por un período de cuatro años.
En 1995 fue electo diputado provincial. Tras la renuncia del vicegobernador Luis María Peña a principios de 1996, Rodrigo fue propuesto entre una terna de diputados para reemplazarlo en el cargo. Fue electo por sus compañeros de banca y asumió como vicegobernador de Santiago del Estero en ese año.
Sin embargo, Rodrigo renunció al cargo el 21 de octubre de 1998, por diferencias con la esposa de Juárez y líder de la rama femenina del PJ, Mercedes Aragonés. Desde entonces se encuentra retirado de la política.